# Kathy Staff
Kathy Staff, właśc. Minnie Higginbottom (ur. 12 lipca 1928 w Dukinfield, zm. 13 grudnia 2008 w Ashton-under-Lyne) – angielska aktorka, znana m.in. z występów w serialu telewizyjnym Babie lato, w którym grała przez 36 lat. 

## Życiorys

### Początki
Jej debiut w profesjonalnym teatrze miał miejsce w 1946 roku, gdy była osiemnastolatką. Początkowo występowała pod pseudonimem scenicznym Katherine Brant. W 1951 poślubiła Johna Staffa i zrezygnowała na kilkanaście lat z kariery zawodowej, poświęcając się obowiązkom żony i matki. W latach 60. XX wieku pracowała jako statystka dla ówczesnej Granada Television w Manchesterze. W 1962 pojawiła się także w filmie Rodzaj miłości w reżyserii Johna Schlesingera. Występowała już wówczas jako Kathy Staff, co było połączeniem zdrobniałej formy jej pierwszego pseudonimu z autentycznym nazwiskiem, które przyjęła po mężu.

### Babie lato
Wielki przełom w jej karierze nastąpił w 1972, gdy została zaproszona do obsady serialu Babie lato. Choć grana przez nią Nora Batty była postacią drugoplanową, szybko weszła do grona najbardziej charakterystycznych bohaterów serialu. Nora była mało urodziwą starszą panią (choć w chwili przyjęcia roli Staff miała zaledwie 44 lata), która chodziła zwykle w roboczym fartuchu, z pomarszczonymi pończochami. Pomimo tej niezbyt atrakcyjnej fizyczności, Nora była przedmiotem wręcz obsesyjnego pożądania ze strony swojego sąsiada, niechlujnego i zaniedbanego Compo, granego przez Billa Owena i będącego jedną z trzech głównych postaci serialu. Nie traktowała tych zalotów zbyt poważne (w pierwszej dekadzie serialu była zresztą mężatką), zwykle uznawała je raczej za wstydliwą uciążliwość i regularnie biła Compo np. szczotką, lecz ten nie ustawał w swych wysiłkach. Staff występowała w serialu od jego premiery w 1972 aż do roku 2008, kiedy to do odejścia z obsady zmusił ją pogarszający się stan zdrowia.

### Inne role
Równolegle do realizowanych zwykle raz w roku kolejnych serii Babiego lata, Staff grywała też w innych znanych produkcjach telewizyjnych. Były to zarówno role komediowe, jak w The Benny Hill Show, 24 godzinach na dobę czy No Frills (w tym ostatnim serialu to Staff była największą gwiazdą), jak również role dramatyczne, zwłaszcza w operach mydlanych: Coronation Street i Crossroads. Pojawiała się też w filmach, m.in. w takich obrazach jak Garderobiany czy Mary Reilly. 

### Choroba i śmierć
W 2008 zdiagnozowano u niej guza mózgu, który nie poddawał się leczeniu. Ostatnie tygodnie życia spędziła w hospicjum w Ashton-under-Lyne, gdzie do końca towarzyszył jej mąż, z którym spędziła 57 lat. Zmarła 13 grudnia 2008, mając 80 lat.
W 1997 ukazała się jej autobiografia zatytułowana Wrinkles and All – My Life Story (Zmarszczki i cała reszta – historia mojego życia).